# Piar (paroisse civile)
Pour les articles homonymes, voir Piar.
Piar est l'une des six divisions territoriales et statistiques dont l'une des cinq paroisses civiles de la municipalité de José Gregorio Monagas dans l'État d'Anzoátegui au Venezuela. Sa capitale est Santa Cruz del Orinoco.

## Géographie

### Hydrographie
Le territoire est bordé au sud par l'Orénoque, au bord duquel se trouve la capitale de la paroisse civile, Santa Cruz del Orinoco.

### Relief
Le relief du territoire est peu marqué car inscrit dans la plaine alluviale de l'Orénoque. Sont toutefois à noter quelques points dominants, comme le cerro Coroba, le cerro Cintura de Mono, El Alto et l'Alto San Miguel.

### Démographie
Hormis sa capitale Santa Cruz del Orinoco, la paroisse civile possède plusieurs localités dont :
- Santa Cruz del Orinoco